# Vault
Pour les particules ribonucléoprotéiques observées chez la plupart des eucaryotes, voir Voûte (cytologie).
Vault est une série de cymbales Ride, Crash, Chinese, Hats, Splash, de percussions et de cymbales orchestrales commercialisée par Sabian. Cette série est caractérisée par un grand nombre de modèles Signature, modèles adaptés aux goûts et préférences de batteurs signés chez le fondeur. La plupart des sons ressortant de la gamme sont complexes et recherchés. Sabian tente aussi diverses expérimentations par le biais de cette gamme. Elles vont souvent rechercher un son plus rare et spécialisé, mais d'autres sont aussi plus générales.

## Historique
Avant la série Vault, les modèles Signature Sabian étaient nombreux, et plus ou moins bien catégorisés. En 2005, Vault permit de mieux classer ces cymbales, et de clairement les regrouper. En 2009, la gamme Vault Artisan est nommée aux MIPA, prix récompensant les instruments les plus appréciés ou innovants de l'industrie.

## Crash

### Fierce Crash
Ces crashs dans des formats de 16, 17, 18 et 19 pouces ont été conçues selon les préférences de Jojo Mayer. Elles sont très sèches et ont un impact puissant. Jojo Mayer les utilise également en tant que ride. Ce sont des cymbales brutes qui sont très minces.

## Ride

### Three points ride
Cette ride, du catalogue de 2010, a été faite sur la demande de Jack DeJohnette. Elle a la particularité d'avoir trois sons différents, dépendamment d'où le coup sera donné sur la cymbale. Elle a une petite cloche, n'est cataloguée que dans un format de 21 pouces et est faite entièrement à la main.

## Artisan
Les Artisan sont les cymbales très haut de gamme chez Sabian. Ce sont des cymbales complexes, faites entièrement à la main, et qui sont martelées de deux manières différentes, ce qui en fait des cymbales au son très variable. Sabian les considère comme une sous-série de la série Vault. Elles sont reconnues comme de très bonnes cymbales pour le jazz. Ce sont les seules cymbales chez Sabian à être vendues avec un sac de transport et un certificat d'authenticité.

### Crash
Les crash de la série Artisan sont cataloguées dans les grosseurs de 16, 17,18, 19 et 20 pouces. Ces cymbales sont généralement minces et très sombres, mais la composition du métal et la variation de leur épaisseur fait en sorte que chacune d'entre elles est absolument unique. Leur son est très riche et excessivement complexe. 

### Ride
En 2005 apparait les cinq premières rides de la série, qui remportent cette même année le MIPA de la catégorie.

#### Artisan Medium Ride
Apparues en 2008, ces rides sont disponibles dans un format de 20 ou 22 pouces. Ce sont des rides plutôt polyvalentes. Elles sont d'une épaisseur moyenne. Leur son est défini, plutôt sombre, et elles sont disponibles dans un fini brillant ou naturel.

#### Artisan Light Ride
Ces cymbales sont apparues en 2008 dans un format de 20 ou 22 pouces. Ce sont des rides très fines et elles ouvrent très bien. Elles sont typées pour le jazz. Leur son est sombre, avec un bon soutien et une bonne définition de la baguette.

#### Artisan Ride One Of The 100
Cette cymbale est une édition limitée commercialisée en 2009. Elle est d'un diamètre de 21 pouces. Ces rides ont été enterrées pendant 8 mois, ce qui est censé atténuer les harmoniques plus faibles. Il n'en existe que 100 et ont toutes été vendues au prix de 800 $ USD.